# Elio Onorato
Elio Onorato (Salerno, 18 ottobre 1924 – 1998) è stato un calciatore italiano, di ruolo attaccante.

## Carriera
Giocò per quattro stagioni in Serie A con le maglie di Salernitana, Milan, Lucchese e Torino.

## Palmarès

### Club

#### Competizioni nazionali
- Serie C: 1

Salernitana: 1942-1943
- Campionato italiano di Serie B: 1

Salernitana:  1946-1947